# Троицкая Нокса
Троицкая Нокса (Вольский, тат. Нөксә, Nöksä, МФА: [nøksæ]) — жилой массив и бывшая деревня в Советском районе Казани.

## География
Троицкая Нокса расположена на реке Нокса. Севернее и западнее посёлка находятся садовые некоммерческие товарищества, восточнее — Сибирский тракт, южнее — промзона. Ближайшая железнодорожная станция — Дербышки.

## История
Основано не позднее 1644 года. Первая часть названия была дана, предположительно, оттого, что первоначально деревня состояла из трёх дворов; вторая часть названия была дано по реке Нокса. В июле 1774 года, перед битвой за Казань, у деревни находилась ставка пугачёвцев; позже, 7 сентября 1833 года здесь побывал Александр Пушкин, собиравший здесь материал для своей «Истории Пугачёва».
В начале XX века деревня относилась к приходу села Савиново Каймарской волости. Кроме сельского хозяйства жители деревни занимались пчеловодством.
С середины XIX века до 1924 года деревня Троицкая Нокса входило в Собакинскую (Калининскую) волость Казанского уезда Казанской губернии (с 1920 года — Арского кантона Татарской АССР). С 1924 года в составе Воскресенской волости Арского кантона Татарской АССР. После введения районного деления в Татарской АССР в составе Воскресенского (Казанского, 1927—1938), Юдинского (1938—1950) и Высокогорского (1950—1958) районов. На низшем административном уровне входила в Малодербышкинский (1918–1932), Азинский (1932–1953) и Малоклыковский (1953–1958) сельсоветы.
В 1958 году присоединена к Советскому району Казани.

## Население
| 1881 | 1897 | 1905 |
| ---- | ---- | ---- |
| 67   | →67  | ↗81  |

## Улицы
- Вольская 1-я (тат. 1 нче Вольски урамы, 1 nçe Wolski uramı, бывшая 1-я Принятая улица, переименована решением исполкома Казгорсовета № 413 от 14 июня 1961 года) — начинаясь от Сибирского тракта, пересекается со 2-й Вольской улицей и заканчивается, немного не доходя до СНТ «Ноксинское». Протяжённость — 1.1 километра, почтовый индекс — 420053[8].
- Вольская 2-я (тат. 2 нче Вольски урамы, 2 nçe Wolski uramı, бывшая 2-я Принятая улица, переименована решением исполкома Казгорсовета № 413 от 14 июня 1961 года)  — начинаясь недалеко от промзоны, заканчивается пересечением с 1-й Вольской улицей. Протяжённость — 0.3 километра, почтовый индекс — 420053[8].